# Parada de Bouro
Parada de Bouro es una freguesia portuguesa del municipio de Vieira do Minho, distrito de Braga.

## Historia
La freguesia se llamó Parada do Bouro hasta el 17 de julio de 2017.

## Demografía
| Gráfica de evolución demográfica de Parada de Bouro entre 2001 y 2021 |
|                                                                       |
| Datos según el nomenclátor publicado por el INE portugués.            |